# Tárá (déví)

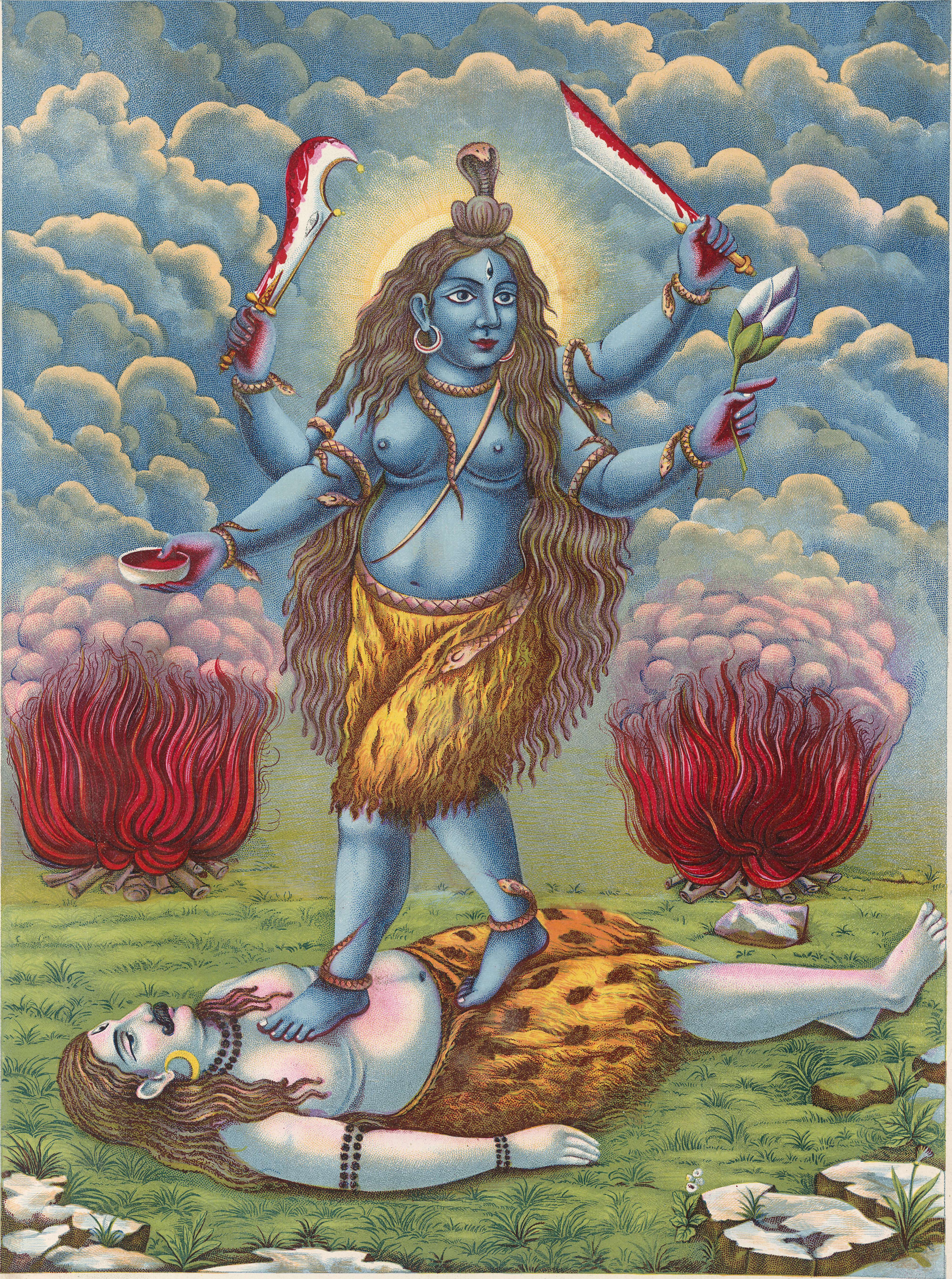
Tárá

Tárá (v dévanágarí: तारा; Tárá) je hinduistická bohyně (déví), které v překladu znamená „hvězda“. Byla manželkou mudrce Brhaspatiho. Jednou, když chtěl bůh Sóma Brhaspatiho ztrestat za jeho činy, unesl mu Táru a dlouho ji odmítal pustit. Až na přímluvu samotného Brahmy a před hrozbou ničivého boje byla Tárá propuštěna a bylo jí umožněno vrátit se ke svému manželovi. Později byla Tárá přebrána buddhismem, kde vystupuje pod stejným jménem.